# Wertheim am Main

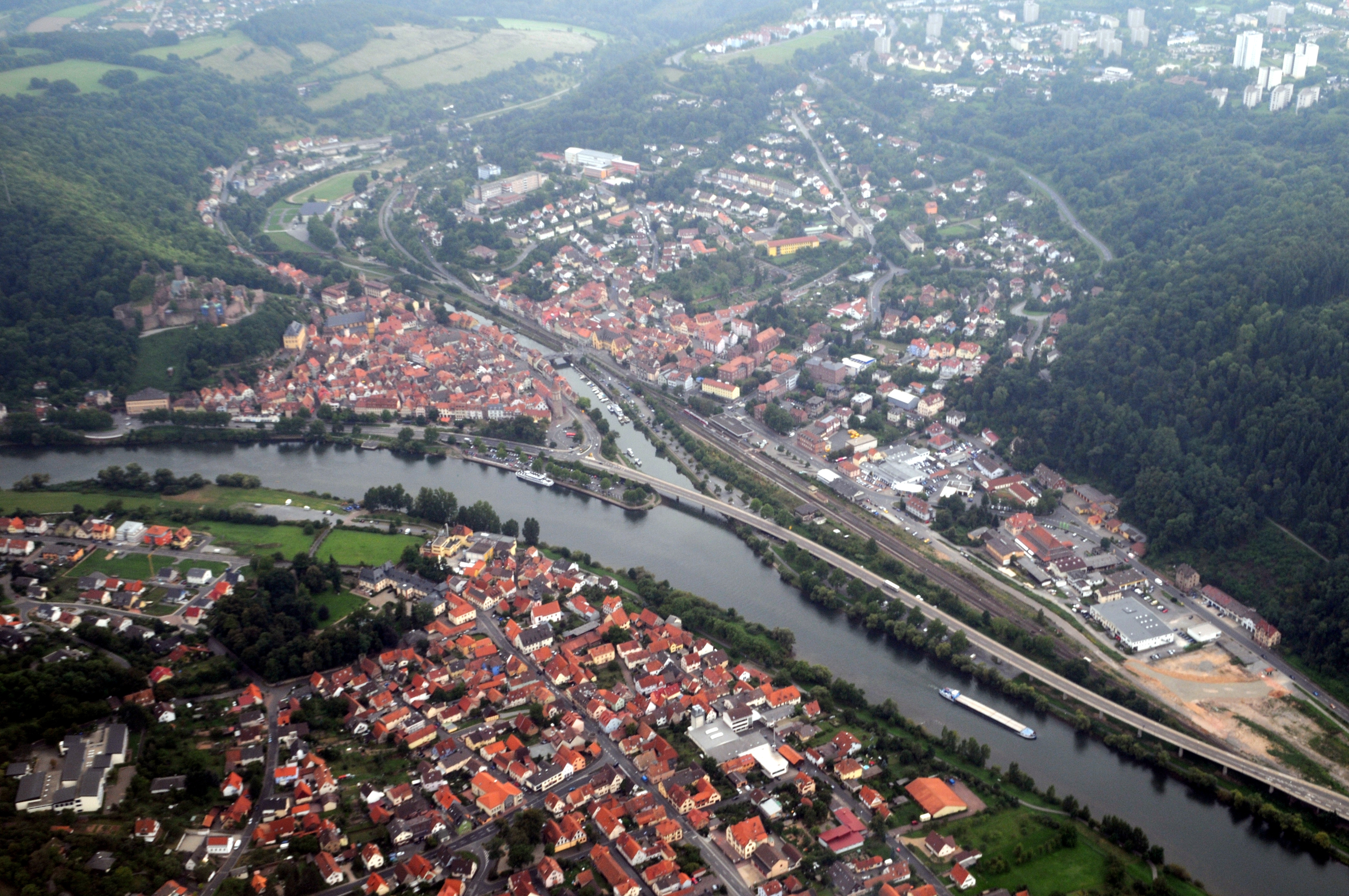
Wertheim am Main

Wertheim am Main is een Große Kreisstadt in de Duitse deelstaat Baden-Württemberg, in de Landkreis Main-Tauber-Kreis.

## Geografie, verkeer en economie
De gemeente ligt aan beide kanten van de Tauber die daar uitmondt in de rivier de Main zodat Wertheim op de linkeroever ervan is gelegen. De plaats aan de overkant van de Main heet Kreuzwertheim. 
Aan de Main ligt een binnenhaven.
De dichtstbijzijnde autosnelweg is de A3.
Wertheim is bekend vanwege zijn glasfabrieken. Ook is er enige metaalverwerkende industrie.
Op de hoogte boven de stad ligt de burcht van Wertheim, die veel toeristen trekt. Mede door de aanwezigheid van een fraaie historische stadskern is het toerisme voor de stad van groot economisch belang.

## Geschiedenis
Op de plaats, waar het huidige stadje en Kreuzwertheim liggen, was al in de prehistorie sprake van menselijke bewoning; er zijn archeologische vondsten gedaan die wijzen op bewoning door dragers van de bandkeramische cultuur, en in de IJzertijd door Kelten.
Het stadje is vermoedelijk rond het jaar 800 gesticht.
De burcht van Wertheim dateert uit de 12e eeuw. Wolfram von Eschenbach, de dichter van de Parsival, heeft er met zekerheid verbleven.
Wertheim kende vanwege de gunstige ligging, aan de samenvloeiing van twee rivieren, al spoedig economische bloei. Ook de glasfabricage in Wertheim is al eeuwenoud.
In de Tweede Wereldoorlog  verkreeg Wertheim een slechte naam door de jodenvervolging, die hier relatief hevig was. De joodse gemeenschap te Wertheim was voordien een der oudste in Duitsland; al in de 13e eeuw hadden zich Joden in het stadje gevestigd.

## Indeling
- Bettingen
- Dertingen
- Dietenhan
- Dörlesberg (met Ebenmühle en Ernsthof)
- Grünenwört
- Höhefeld (met Klosterhöhe, Mittelhof en Wagenbuch)
- Kembach
- Lindelbach
- Mondfeld (met Rosenmühle)
- Nassig (met Im Loch, Ödengesäß, Ödengesäßer Hof en Steingasse)
- Reicholzheim (met Bahnstation Bronnbach, Bahnstation Reicholzheim, Bronnbach, Schafhof en Teilbacher Mühle)
- Sachsenhausen
- Sonderriet
- Urphar
- Waldenhausen
- Wertheim (kernstad)
  - Bestenheid
  - Eichel/Hofgarten (van Eichel en Hofgarten)
  - Reinhardshof (met Bestenheider Höhe)
  - Vockenrot (met Neuhof)
  - Wartberg

## Aangrenzende gemeenten
| Aangrenzende gemeenten                | Aangrenzende gemeenten | Aangrenzende gemeenten | Aangrenzende gemeenten | Aangrenzende gemeenten |
| ------------------------------------- | ---------------------- | ---------------------- | ---------------------- | ---------------------- |
| Dorfprozelten Stadtprozelten Faulbach |                        | Hasloch Kreuzwertheim  |                        | Triefenstein           |
|                                       |                        |                        |                        |                        |
| Freudenberg                           | Holzkirchen            |                        |                        |                        |
|                                       |                        |                        |                        |                        |
| Neunkirchen                           |                        | Külsheim               |                        | Werbach                |

## Demografie
De stad telt 22.879 inwoners.

## Geboren
- Philipp Friedrich Buchner (1614-1669), componist en kapelmeester
- Johann Philipp Förtsch (1653-1732), componist en politiek raadsman
- Johan Ernst van Löwenstein-Wertheim (1667-1731), bisschop van Doornik

## Bezienswaardigheden

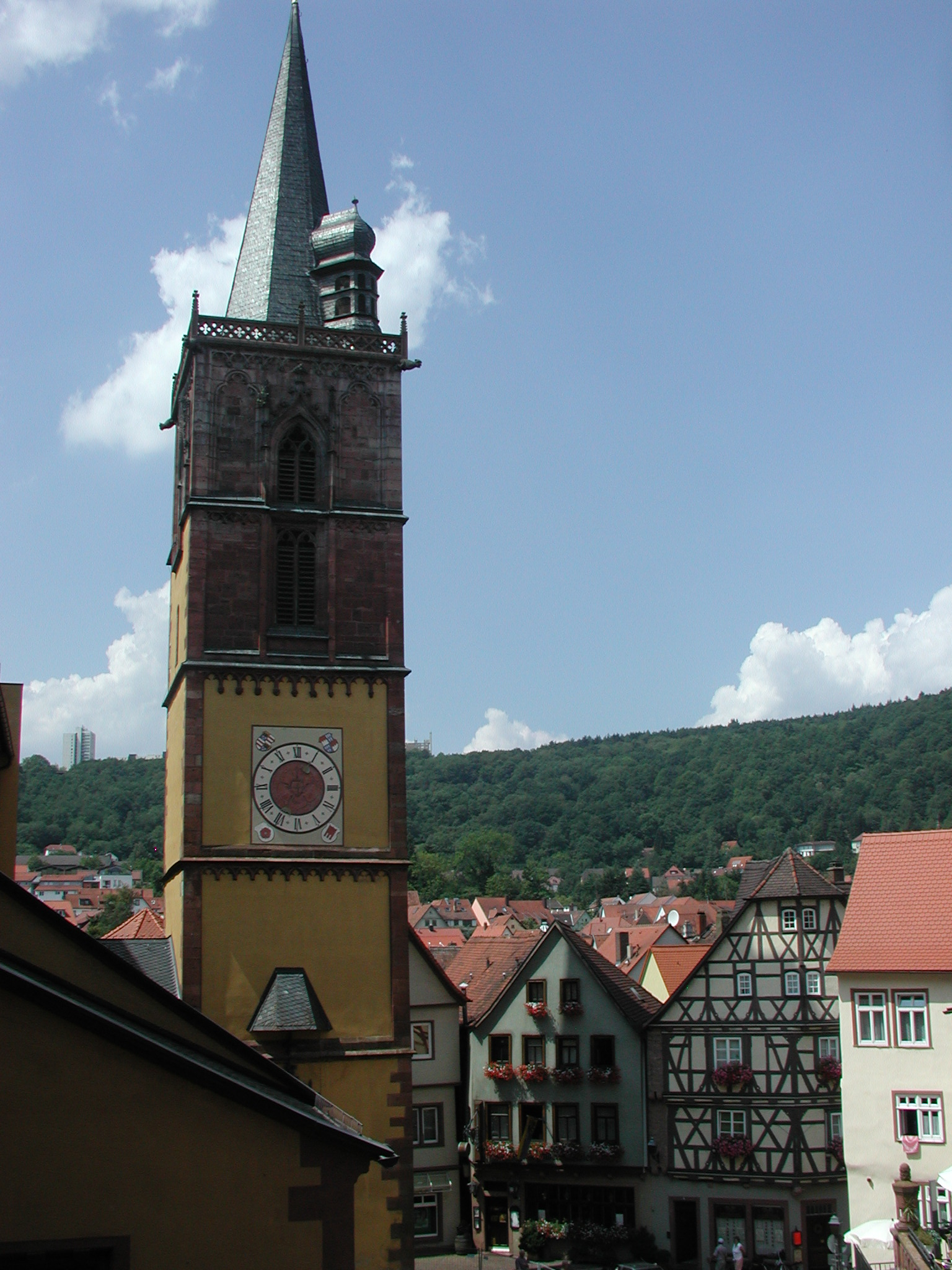
Marienkirche

- Het Grafschaftsmuseum Wertheim herbergt een interessante collectie schilderijen, onder andere werken van Otto Modersohn, die  in de periode 1916-1936 regelmatig in het stadje verbleef.
- De ruïne van het kasteel Burg Wertheim ligt op een heuvel (rolstoeltoegankelijk pad aanwezig) en biedt een fraai uitzicht onder andere over de samenvloeiing van Tauber en Main.
- In de stad zijn twee bezienswaardige oude kerken: De Marienkirche (nu luthers) en de St. Venantiuskirche.
- De gehele binnenstad is rijk aan schilderachtige vakwerkhuizen en andere gebouwen.
- Van de middeleeuwse stadsommuring is o.a. de Mainpoort bewaard gebleven.
- Wertheim is een geliefde halteplaats voor rondvaart- en riviercruiseschepen.
- Wertheim bezit ook een glasmuseum over o.a. de geschiedenis van de glasfabricage.

Ahorn ·
Assamstadt ·
Bad Mergentheim ·
Boxberg ·
Creglingen ·
Freudenberg ·
Großrinderfeld ·
Grünsfeld ·
Igersheim ·
Königheim ·
Külsheim ·
Lauda-Königshofen ·
Niederstetten ·
Tauberbischofsheim ·
Weikersheim ·
Werbach ·
Wertheim ·
Wittighausen